# 鹿口河
鹿口河，位于中国江苏省北部，属于南四湖水系。鹿口河西起丰县南部华山镇芦楼村大沙河东岸，向东流经沛县栖山镇、张寨镇和胡寨镇，最后于山东省微山县高楼乡注入微山湖，沿途与徐沛河、苏北堤河以及京杭大运河相交。全长39公里，流域面积428平方公里。